# Душистый колосок обыкновенный
Души́стый колосо́к обыкнове́нный (лат. Anthoxānthum odorātum) — вид многолетних цветковых растений рода Душистый колосок семейства Злаки.

## Названия
Альтернативные варианты названия: душистый колосок, пахучий колосок, желтостебельник, душица, дубровка пахучая, зубровка, желтоцвет, желтоцветник, душистый желтоцветник желтохвост, благовонная трава, душистая трава, томка, ожига, чудотворка, метельник, душистоколосник душистый, душистый колосок пахучий, пахучеколосник душистый, бобовинка.

## Ботаническое описание
Многолетнее травянистое растение, образующее дерновину. Стебли тонкие, прямостоячие, гладкие, неразветвлённые, с одним—тремя узлами, достигают в высоту 10—50 см.
Язычок длиной 1—5 мм. В месте перехода листовых влагалищ в листовую пластинку имеется бородка волосков. Листья вытянутой формы, плоские, заострённые на конце, в ширину — до 5 мм, а в длину достигают 15 см, либо голые, либо по краю реснитчато-опушенные.
Соцветия длиной 3—6 см и шириной до 1 см представляют собой сжатые колосовидные метёлки с оттопыренными во время цветения ветвями. Нижние веточки соцветий достигают длины 2—3 см. Колоски желтовато-зелёного или бурого цвета до 10 мм в длину с одним плодущим цветком и двумя недоразвитыми, бесплодными, только из наружных плёнок, снабжённых остью. Если нижние колосковые чешуи по форме ланцетно-заострённые, голые или опушённые, то верхние колосковые чешуи опушённые, длиной около 3 мм, при этом нижняя из них — с коленчатою остью в 7—10 мм, а верхняя с прямой остью в 3—4 мм. Цветковые чешуи длиной около 2 мм, перепончатые, с хорошо заметной остью. Завязь одногнёздная, с двумя столбиками, тычинок три.
Плод — зерновка.
Весною пробуждается очень рано, цветёт с мая по август.

## Распространение и экология
Встречается в Европе — от Арктики (до острова Колгуев) до Средиземноморья, на Кавказе, в Сибири, Средней Азии, Северной Америке; как заносное — на Дальнем Востоке.
Обычен в травостое суходольных лугов на бедных, кислых, оподзоленных почвах разной степени увлажнения. Может господствовать в луговых сообществах один или вместе с белоусом и полевицей тонкой, реже овсяницей красной. В горах — в горно-лесном и субальпийском поясах.

## Химический состав
| От абсолютного сухого вещества в % | От абсолютного сухого вещества в % | От абсолютного сухого вещества в % | От абсолютного сухого вещества в % | От абсолютного сухого вещества в % | Источник           |
| золы                               | протеина                           | жира                               | клетчатки                          | БЭВ                                | Источник           |
| ---------------------------------- | ---------------------------------- | ---------------------------------- | ---------------------------------- | ---------------------------------- | ------------------ |
| 7,2                                | 7,6                                | 2,2                                | 33,6                               | 49,4                               | Попов и др, 1944   |
| 5,5                                | 7,8                                | 2,6                                | 26,5                               | 13,3                               | Александрова, 1940 |
| 4,3—7,3                            | 4,9—9,9                            | 1,0—2,9                            | 17,7—37,7                          | 34,4—50,9                          | Журавлев, 1939     |

## Значение и применение
Кормовое значение невелико. В чистом виде поедается плохо из-за содержания пахучего вещества — кумарина ({\displaystyle {\ce {C9H6O2}}}). В небольшой примеси в сене поедается всеми видами скота удовлетворительно. На пастбище весной и летом как примесь к другим растениям поедается хорошо скотом. Отмечено хорошее поедание северными оленями (Rangifer tarandus) и удовлетворительное гусями. По наблюдениям в Кабардино-Балкарии поедается западнокавказским туром (Capra caucasica).
Используется в качестве добавки к нюхательному и курительному табаку для придания ему запаха, в качестве ароматического сырья в ликёро-водочном производстве, для изготовления пищевых эссенций, в мыловарении и парфюмерии.
В народной медицине отвар употреблялся при удушье.